# Julien Guertiau
 (juin 2014).
Si vous disposez d'ouvrages ou d'articles de référence ou si vous connaissez des sites web de qualité traitant du thème abordé ici, merci de compléter l'article en donnant les références utiles à sa vérifiabilité et en les liant à la section « Notes et références ».
Julien Guertiau (1885-1954) est un as de l'aviation de la Première guerre mondiale, avec 8 victoires reconnues en combat aérien.

## Biographie
Fils de Pierre Guertiau et Marie Lejeune, il est de la classe 1905 et il arrive en octobre 1906 au 17e Chasseur à cheval; il quitte le service actif en 1907 avec le grade de sous-officier,,

## Première guerre mondiale

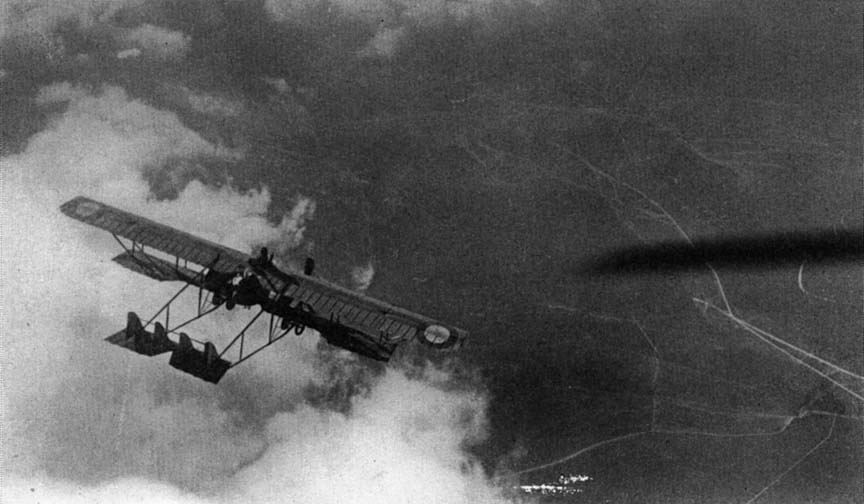
Un bimoteur d'observation Caudron, région de Reims en 1917.

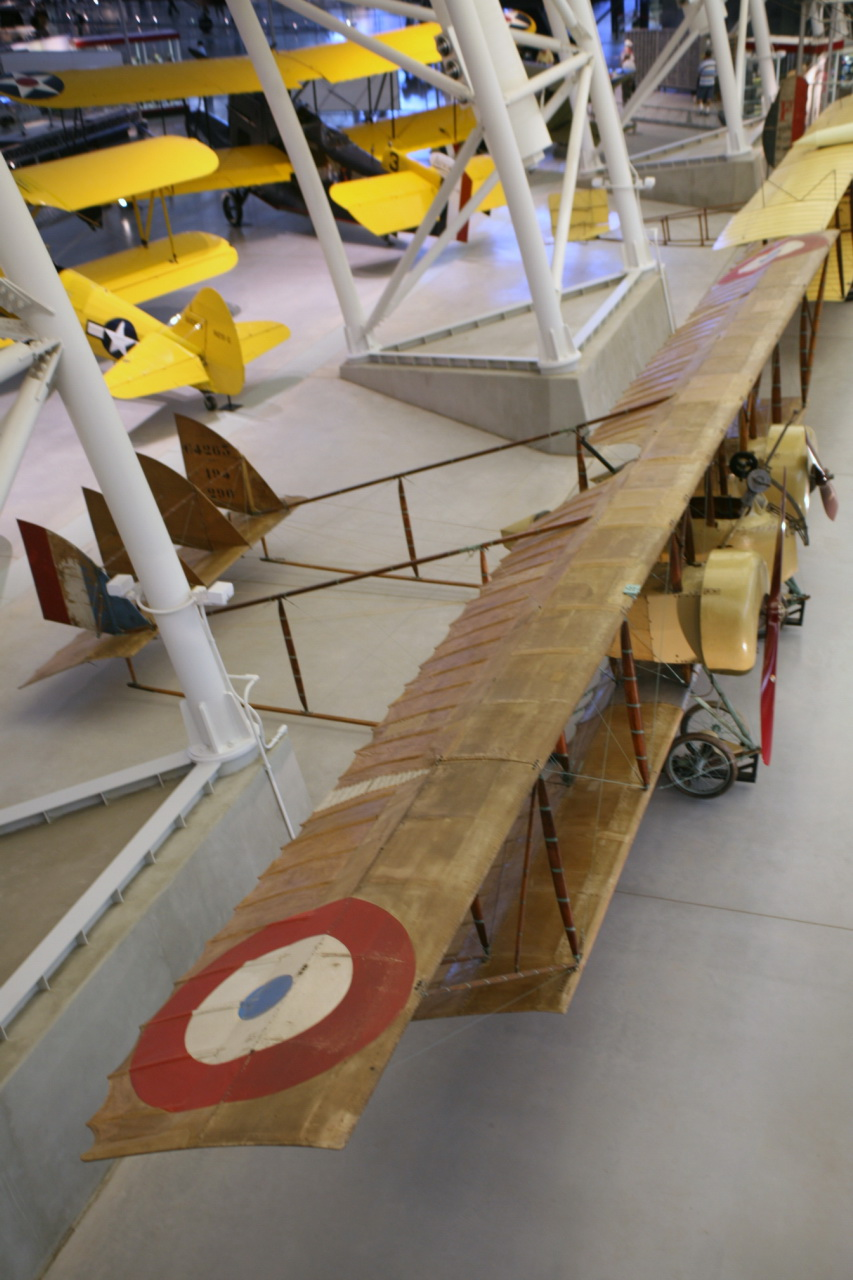
Appareil biplan biplace Caudron similaire à celui piloté par J. Guertiau, avion de reconnaissance et bombardier, 2x80cv.

Le 2 août 1914, il est mobilisé comme réserviste. Initialement au 7e hussard, il passe à l'aviation comme élève pilote le 4 novembre 1915,. Après une formation à Pau, il reçoit son brevet no 3425 le 29 avril 1916,.
Après un entraînement intensif, il intègre le 23 juin 1916 l'Escadrille C43 comme pilote d'un Caudron G4. Il remporte son premier combat le 29 septembre 1916 sur ce modèle biplace, on lui octroie alors la citation militaire britannique. Il est promu adjudant le 21 novembre de la même année. Fait notable, c'est sur ce lourd avion biplace qu'il remportera ses quatre premières victoires, revenant criblé de balles à la quatrième après un engagement contre un chasseur allemand qui attaquait un ballon d'observation ce qui lui vaudra la Médaille militaire.
Il est promu sous-lieutenant le 22 novembre 1917, désigné pour la chasse et transformé sur SPAD. Il rejoint le 6 décembre l'escadrille SPA 97 où il remporte quatre autres combats à bord d'un Spad. Le 9 septembre 1918, il reçoit la Légion d'honneur, le 25 il est promu lieutenant et admis dans le corps des officiers d'active. Le 3 octobre il prend le commandement de l'escadrille SPA 97.
À la fin des hostilités on lui reconnait 8 victoires officielles et il est titulaire de 9 citations.
Liste des victoires
| Numéro | Date              | Appareil piloté | Appareil adverse     | Issue du combat | Note                                                |
| ------ | ----------------- | --------------- | -------------------- | --------------- | --------------------------------------------------- |
| 1      | 29 septembre 1916 | Caudron G4      | Appareil allemand    | Abattu          | Citation militaire britannique                      |
| 2      | 28 avril 1917     | Caudron         | Appareil allemand    | Abattu          | Citation militaire britannique                      |
| 3      | 30 mai 1917       | Caudron         | Appareil allemand    | Abattu          | Citation militaire britannique                      |
| 4      | 25 juin 1917      | Caudron         | Appareil allemand    | Abattu          | Citation militaire britannique + Médaille militaire |
| 5      | 22 janvier 1918   | Spad            | ballon d'observation | Abattu          | Citation militaire britannique                      |
| 6      | 12 avril 1918     | Spad            | Appareil allemand    | Abattu          |                                                     |
| 7      | 28 août 1918      | Spad            | Appareil allemand    | Abattu          | Citation militaire britannique                      |
| 8      | 25 septembre 1918 | Spad            | Appareil allemand    | Abattu,         |                                                     |

## Autres engagements
Adjoint au Commandant de l'Aéronautique en Indochine de 1919 à 1923, Julien Guertiau est affecté au 34e Régiment d'Aviation d'Observation à son retour en métropole et promu capitaine le 24 décembre 1925.
Affecté Instructeur à l'École Militaire d'Application d'Étampes le 9 août 1929, il sera victime de deux accidents graves en 1931 et 1932.
Il est promu commandant le 25 septembre 1934 et nommé adjoint au Commandant de l'École.
Réformé du personnel navigant pour invalidité en 1935, il devient Commandant de l'Aéronautique en Afrique Equatoriale Française en 1936.
Il est nommé Chef du Centre National de Vol sans Moteur de La Banne d'Ordanche à son retour d'Afrique en 1937. Bien que réformé du Personnel Navigant il tiendra à passer ses brevets "A", "B" et "C" à La Banne à son arrivée.
Rappelé par l'Armée en septembre 1939, il est affecté à l'Inspection Générale de Écoles et nommé Lieutenant-Colonel le 15 mars 1940.
Démobilisé le 6 août 1940 il prendra en 1941 la fonction de Directeur du Centre des Sports Aériens d'Aix en Provence et de La Banne d'Ordanche
Retiré à Meunet-Planches à partir de 1943, il participe au Mouvement de Résistance Air et reprend du service actif dans les Forces Françaises de l'Intérieur le 20 août 1940, pour la libération de Châteauroux.
Commandeur dans l'ordre de la Légion d'Honneur, il s'installe au Mont-Dore où il décédera le 26 avril 1954.

## Ouvrages de référence
- (en) Norman Franks, Over the front : a complete record of the fighter aces and units of the United States and French Air Services, 1914-1918, Londres, Grub Street, 1992 (ISBN 978-0-948817-54-0 et 0-948-81754-2, lire en ligne).
- Jean Barnérias, Planeurs au-dessus des volcans : La Banne d'Ordanche "berceau du Vol à Voile français, Paris, F.F.V.V., coll. « Vieilles Plumes », 2007, 235 p. (ISBN 978-2-9529284-0-3)